# Dirty Honey
Dirty Honey – amerykański zespół rockowy założony w 2017 w Los Angeles. W skład wchodzą: wokalista Mark Labelle, gitarzysta John Notto, basista Justin Smolian i perkusista CoRey Coverstone.
Nazwę zespołu Dirty Honey (Brudny miód) wymyślił Marc LaBelle, słuchając wywiadu z Robertem Plantem, który wspominał swój pierwszy zespół o nazwie The Honey Drippers (Ociekacze miodu).
W 2019 utwór grupy „When I'm Gone” zajął pierwsze miejsce na liście Mainstream Rock Songs, a „Rolling 7s” – trzecie.

## Dyskografia
Albumy studyjne
- Dirty Honey (2021)[5]

Inne
- 2018 – Fire Away; autopublikacja, bez wydawcy[6]
- 2019 – Dirty Honey EP[7]  autopublikacja, bez wydawcy
- 2019 – When I'm Gone EP[8]